# 桜井玲香
桜井 玲香（さくらい れいか、1994年〈平成6年〉5月16日 - ）は、日本の女優、ファッションモデルであり、女性アイドルグループ乃木坂46の元メンバーおよび初代キャプテン、『NYLON JAPAN』、『CLASSY.』のレギュラーモデルである。北海道函館市生まれ、神奈川県横浜市出身。乃木坂46合同会社所属。カリタス学園出身。

## 来歴

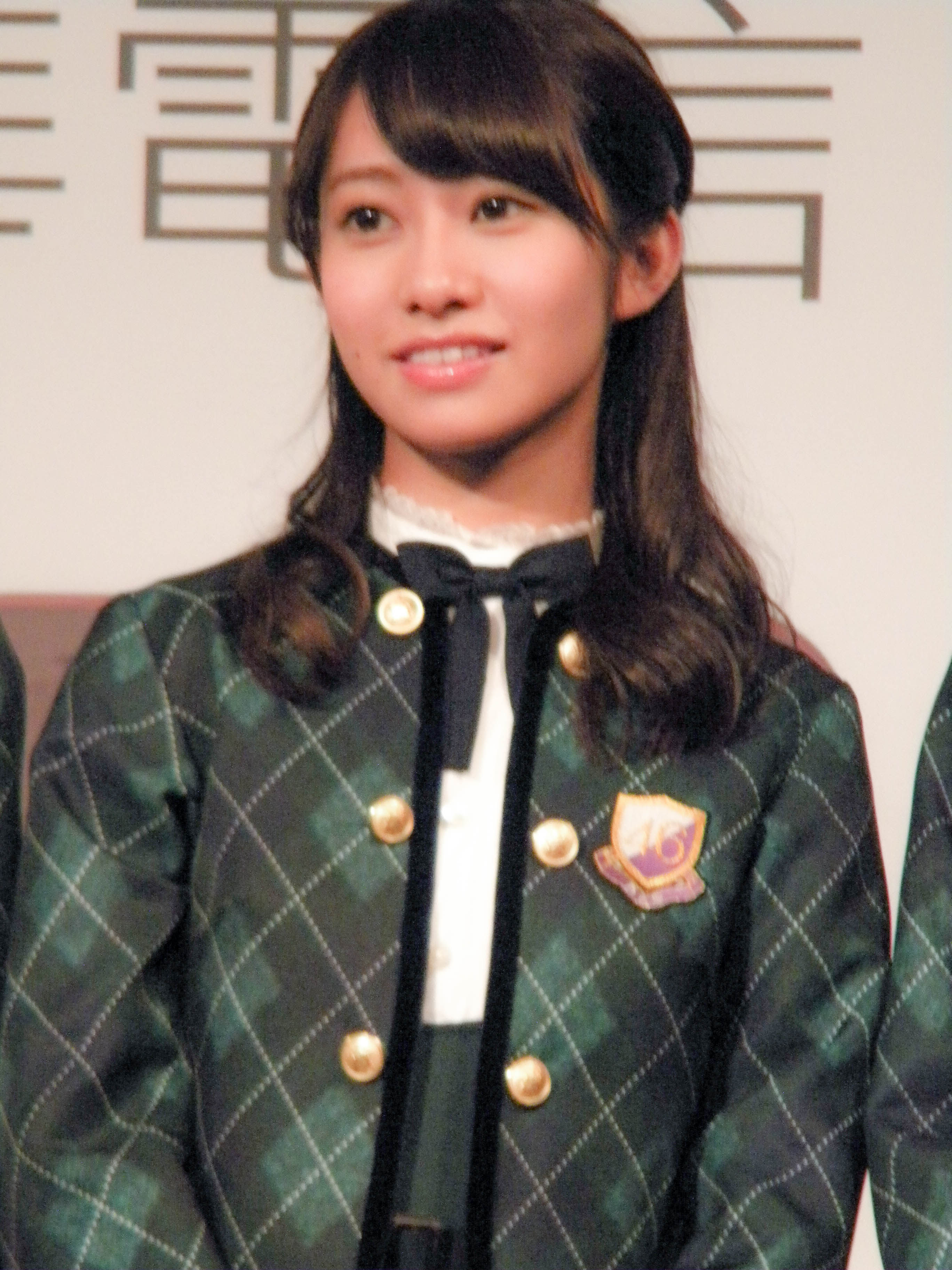
台湾でのHTC's eventにて（2014年9月3日）

1994年（平成6年）5月16日、母方の実家がある北海道函館市で生まれ、神奈川県横浜市で育つ。
幼稚園生のころから、カトリック系の女子一貫校であるカリタス学園に通い始めた。そのころは『ママレードボーイ』や『キューティーハニー』や『美少女戦士セーラームーン』が大好きだった。小学生時代は運動会の団長や学級委員を務め、中学生時代は母親に連れられてガーデニング教室に通っていたことがきっかけで華道が好きになり、華道部へ入部した。その他、水泳、体操、テニス、ピアノを習った。
高校2年生の春、進路で悩んだ際に乃木坂46の1期生オーディションを勧められた。当初は洋楽やロックが好きだったため、アイドル歌手になるつもりはなかったが、ソニー・ミュージックエンタテインメントのアーティストが好きだったため、乃木坂46の1期生オーディションに興味を持った。また子どものころから、音楽やドラマが好きで歌手や女優に憧れ、中学生のころから将来の夢として女優をかかげ、芸能界を目指していた経緯もあり、好きな歌とダンスを職業にするため、オーディションを受験することにした。
2011年（平成23年）8月21日、乃木坂46の1期生オーディションに合格、オーディションではHappinessの「Kiss Me」を歌った。暫定選抜メンバーに選ばれ、立ち位置は前列だった。同年11月13日、乃木坂46公式ブログを開始した。
2012年（平成24年）2月5日、『乃木坂って、どこ?』（テレビ愛知）で暫定キャプテンに任命された。同年2月22日、乃木坂46の1stシングル「ぐるぐるカーテン」でCDデビューした。これにより歌手としての夢が実現したため、今後の夢としてアクション女優をかかげた。デビュー後は乃木坂46の活動に専念するため、高校3年生の時、カリタス女子中学校・高等学校から、別の高等学校へ転校した。同年6月17日、乃木坂46の正式キャプテンに就任した。
2013年（平成25年）3月9日、高等学校を卒業。同年3月13日、乃木坂46の5thシングル「君の名は希望」のカップリング曲「サイコキネシスの可能性」で初のユニットに選ばれ、初のセンターを務めた。同年4月、明治学院大学へ進学し、社会学科に在籍した。同年4月7日、『BAD BOYS J』（日本テレビ）でテレビドラマに初のレギュラー出演を開始し、ビイストレディースの宮下まりや役を演じた。同年11月、『スペシャエリア』（スペースシャワーTV）で初の単独レギュラー出演を開始し、『PEACH JOHN 2013 Winter vol.87』（祥伝社）のカタログにモデル出演した。
2014年（平成26年）、10月、三宅裕司が主宰する劇団スーパー・エキセントリック・シアター創立35周年公演『Mr. カミナリ』の第52回本公演に衛藤美彩と桜井のダブルキャストで出演し、九州から東京の小学校に赴任してきた新任の音楽教師・臼杵七音役を演じた。
2015年（平成27年）1月10日、乃木神社で成人式を迎えた。
2017年（平成29年）3月8日、初のソロ写真集『自由ということ』（光文社）を発売。
2018年（平成30年）3月30日、東京ドームで行われたプロ野球・巨人－阪神の開幕戦で試合前、白石麻衣・西野七瀬・生田絵梨花・久保史緒里・山下美月とともに国歌斉唱を行った。同年12月、ミュージカル『レベッカ』でグランドミュージカル初出演。
2019年（令和元年）7月8日、乃木坂46から卒業することを自身の公式ブログで発表。同年9月1日、明治神宮野球場で開催された「乃木坂46 真夏の全国ツアー2019」千秋楽公演をもって卒業。卒業後は女優業に転身。同年9月30日、乃木坂46公式サイト内の公式ブログが閉鎖された。同年10月3日、公式Instagram開設。同年10月28日、ファッション誌『CLASSY.』（光文社）のレギュラーモデルに就任。同年11月27日、2nd写真集『視線』（光文社）を発売。
2021年（令和3年）3月1日、オフィシャルサイト兼ファンクラブを開設。同年11月5日公開の『シノノメ色の週末』で映画初主演。同年12月3日、Twitterアカウントを開設。
2022年（令和4年）8月20日からミュージカル『DOROTHY〜オズの魔法使い〜』に単独初主演。

## 人物
愛称は、れいか、れいれい、キャップ。名前の玲香の「玲」の字には「清らか」や「澄んでいる」という意味があり、そのような子に育って欲しいという願いが込められている。持ちネタは「ホップステップからのホイップ」。オンとオフを切り替えようとは思っておらず、番組で話していることはほとんど素である。

### 嗜好
好きな食べ物は杏仁豆腐、ウニ、ゴールドキウイ、チョコレート、肉。ラーメンのスープはこってり系、麺は硬めが好き。好きな本は辻村深月の短編集『ふちなしのかがみ』、理由はとても雰囲気があって一話読み終わるごとに不思議な気持ちになるからである。好きなキャラクターはデイジー、バービー、ベティ・ブープ、ミッキーマウス、ポムポムプリン。好きなブランドはrada、adidas、ANAP、Abercrombie & Fitch、JOYRICH、Marc Jacobs、moussy。
目標とする人物は篠原涼子。憧れの女性芸能人は渡辺知夏子、アンジェラベイビー、黒木メイサ。尊敬する人物は吉住渉の漫画『ハンサムな彼女』の主人公・萩原未央。小学生のころ、モーニング娘。が好きで石川梨華、後藤真希のファンだった。
好きな漫画は『Paradise Kiss』。その他、読んだことのある漫画は『ママレード・ボーイ』『東京喰種トーキョーグール』『アイアムアヒーロー』。好きなアニメは『ママレード・ボーイ』。

### 趣味
趣味は音楽。
音楽は洋楽を中心にヒップホップ、リズム・アンド・ブルースを聴く。好きなアーティストはChris Brown、Craig David、OMARION、Marques Barrett Houston。一番好きな曲はCraig David「Fill Me In」。カラオケで締めに歌う曲は郷ひろみ「GOLDFINGER '99」。

### 特技
特技はダンス、ピアノ、華道。
ダンスと歌は乃木坂46で定評のあるメンバーで、50メートル走7秒88の身体能力をもつ。乃木坂46はダンスや歌の技術を上げる必要があると考えており、生駒里奈がAKB48を兼任してから乃木坂46のダンス練習に積極的に関わるようになったことを機に一緒にダンス練習を手伝った。
保有資格は語彙・読解力検定準2級。その他、野菜ソムリエの資格取得を考えている。綾瀬はるかの物真似が得意。

### 乃木坂46
乃木坂46のキャプテン、ダンス七福神。
乃木坂46のキャプテンであり、乃木坂46結成時はキャプテンが決まっていなかったが、乃木坂46の1stシングル「ぐるぐるカーテン」から暫定キャプテンに任命され、3rdシングル「走れ!Bicycle」から正式キャプテンに就任した。桜井によれば、乃木坂46はAKB48に沿って活動してきたが、乃木坂46の11thシングル「命は美しい」の時点ではAKB48とは異なる独自グループとして活動している。
乃木坂46では桜井と若月佑美の2人で「しゃくれーず」というコンビを組んでいる。若月とは互いに「相方」と呼び合う仲である。ふたりが仲良くなり始めたのは、乃木坂46の3rdシングル「走れ!Bicycle」で若月が選抜に入り、一緒にいる時間が増えてからである。若月といるときは聞き役に回ることが多い。また、桜井と若月とのペアでファンからは「れかつき」と呼ばれている。齋藤飛鳥、西野七瀬は桜井にとって日向のような存在。公式ブログの写真撮影技術は伊藤万理華から伝授された。
乃木坂46で好きな振付は「気づいたら片想い」。好きな曲は「気づいたら片想い」、「あの日 僕は咄嗟に嘘をついた」、「命は美しい」。よく聴く曲は「傾斜する」。好きなミュージック・ビデオは「バレッタ」、「世界で一番 孤独なLover」、「君の名は希望」。

## 作品

### シングル
乃木坂46
- ぐるぐるカーテン（2012年2月22日、SRCL-7900/6） - EAN 4988009051581。
- 乃木坂の詩（2012年2月22日、SRCL-7900/1） - EAN 4988009051550。
- 会いたかったかもしれない（2012年2月22日、SRCL-7902/3） - EAN 4988009051567。
- 失いたくないから（2012年2月22日、SRCL-7904/5） - EAN 4988009051581。
- 白い雲にのって（2012年2月22日、SRCL-7906） - EAN 4988009051598。
- おいでシャンプー（2012年5月2日、SRCL-7966/72） - EAN 4988009052243。
- 心の薬（2012年5月2日、SRCL-7966/72） - EAN 4988009052243。
- ハウス!（2012年5月2日、SRCL-7972） - EAN 4988009052298。
- 走れ!Bicycle（2012年8月22日、SRCL-8058/64） - EAN 4988009052908。
- 人はなぜ走るのか?（2012年8月22日、SRCL-8060/1） - EAN 4988009052892。
- 音が出ないギター（2012年8月22日、SRCL-8062/3） - EAN 4988009052908。
- 制服のマネキン（2012年12月19日、SRCL-8201/8） - EAN 4988009056456。
- 指望遠鏡（2012年12月19日、SRCL-8201/8） - EAN 4988009056432。
- 指望遠鏡〜アニメ版〜（2012年12月19日、SRCL-8208） - EAN 4988009056487。
- 君の名は希望（2013年3月13日、SRCL-8253/9） - EAN 4988009080840。
- シャキイズム（2013年3月13日、SRCL-8253/9） - EAN 4988009080833。
- ロマンティックいか焼き（2013年3月13日、SRCL-8253/4） - EAN 4988009080833。
- サイコキネシスの可能性（2013年3月13日、SRCL-8259） - EAN 4988009080864。
- ガールズルール（2013年7月3日、SRCL-8315/21） - EAN 4988009084725。
- 世界で一番 孤独なLover（2013年7月3日、SRCL-8315/21） - EAN 4988009084725。
- 他の星から（2013年7月3日、SRCL-8319/20） - EAN 4988009084749。
- 人間という楽器（2013年7月3日、SRCL-8321） - EAN 4988009084756。
- バレッタ（2013年11月27日、SRCL-8423/30） - EAN 4988009087887。
- 月の大きさ（2013年11月27日、SRCL-8423/30） - EAN 4988009087887。
- 私のために 誰かのために（2013年11月27日、SRCL-8423/4） - EAN 4988009087887。
- そんなバカな・・・（2013年11月27日、SRCL-8425/6） - EAN 4988009087894。
- 月の大きさ〜アニメ版〜（2013年11月27日、SRCL-8430） - EAN 4988009087924。
- 気づいたら片想い（2014年4月2日、SRCL-8520/6） - EAN 4988009092270。
- ロマンスのスタート（2014年4月2日、SRCL-8520/6） - EAN 4988009092270。
- 吐息のメソッド（2014年4月2日、SRCL-8520/1） - EAN 4988009092270。
- ダンケシェーン（2014年4月2日、SRCL-8526） - EAN 4988009092317。
- 夏のFree&Easy（2014年7月9日、SRCL-8563/9） - EAN 4988009094212。
- 何もできずにそばにいる（2014年7月9日、SRCL-8563/9） - EAN 4988009094212。
- 無口なライオン（2014年7月9日、SRCL-8565/6） - EAN 4988009094229。
- 僕が行かなきゃ誰が行くんだ?（2014年7月9日、SRCL-8569） - EAN 4988009094243。
- 何度目の青空か?（2014年10月8日、SRCL-8621/7） - EAN 4988009097251。
- 遠回りの愛情（2014年10月8日、SRCL-8621/7） - EAN 4988009097251。
- 転がった鐘を鳴らせ!（2014年10月8日、SRCL-8621/2） - EAN 4988009097251。
- Tender days（2014年10月8日、SRCL-8627） - EAN 4988009097299。
- 命は美しい（2015年3月18日、SRCL-8780/6） - EAN 4988009104461。
- 太陽ノック（2015年7月22日、SRCL-8840/6） - EAN 4988009110790。
- 羽根の記憶（2015年7月22日、SRC7-6/7） - EAN 4988009110837。
- 今、話したい誰かがいる（2015年10月28日、SRCL-8910/6） - EAN 4988009116747。
- ポピパッパパー（2015年10月28日、SRCL-8910/1） - EAN 4988009116747。
- 悲しみの忘れ方（2015年10月28日、SRCL-8914/5） - EAN 4988009116761。
- 隙間（2015年10月28日、SRCL-8956） - EAN 4988009116778。
- ハルジオンが咲く頃（2016年3月23日、SRCL-9025/33） - EAN 4988009124896。
- 憂鬱と風船ガム（2016年3月23日、SRCL-9031） - EAN 4988009124940。
- 裸足でSummer（2016年7月27日、SRCL-9138/44） - EAN 4988009130460。
- 僕だけの光（2016年7月27日、SRCL-9138/44） - EAN 4988009130460。
- サヨナラの意味（2016年11月9日、SRCL-9258/66） - EAN 4547366278897。
- 孤独な青空（2016年11月9日、SRCL-9258/66） - EAN 4547366278897。
- インフルエンサー（2017年3月22日、SRCL-9370/8） - EAN 4547366297515。
- 人生を考えたくなる（2017年3月22日、SRCL-9370/8） - EAN 4547366297515。
- 逃げ水（2017年8月9日、SRCL-9489/97） - EAN 4547366319156。
- 女は一人じゃ眠れない（2017年8月9日、SRCL-9489/97） - EAN 4547366319156。
- ひと夏の長さより…（2017年8月9日、SRCL-9489/90） - EAN 4547366319156。
- 泣いたっていいじゃないか?（2017年8月9日、SRCL-9497） - EAN 4547366319187。
- いつかできるから今日できる（2017年10月11日、SRCL-9572/80） - EAN 4547366330311。
- 不眠症（2017年10月11日、SRCL-9572/80） - EAN 4547366330311。
- シンクロニシティ（2018年4月25日、SRCL-9782/90） - EAN 4547366354140。
- Against（2018年4月25日、SRCL-9782/90） - EAN 4547366354140。
- 雲になればいい（2018年4月25日、SRCL-9782/3） - EAN 4547366354140。
- ジコチューで行こう!（2018年8月8日、SRCL-9913/21） - EAN 4547366369465。
- あんなに好きだったのに…（2018年8月8日、SRCL-9921） - EAN 4547366369496。
- 帰り道は遠回りしたくなる（2018年11月14日、SRCL-9974/82） - EAN 4547366382037。
- 告白の順番（2018年11月14日、SRCL-9978/9） - EAN 4547366382051。
- Sing Out!（2019年5月29日、SRCL-11186/94） - EAN 4547366406672。
- 夜明けまで強がらなくてもいい（2019年9月4日、SRCL-11260/8） - EAN 4547366418569。
- 僕のこと、知ってる?（2019年9月4日、SRCL-11260/8） - EAN 4547366418569。
- 時々 思い出してください（2019年9月4日、SRCL-11264/5） - EAN 4547366418583。
- 僕の思い込み（2019年9月4日、SRCL-11268） - EAN 4547366418590。
- 世界中の隣人よ（2020年5月25日）[84]

まゆ坂46
- ツインテールはもうしない（2012年7月25日、SRCL-8030/1） - EAN 4988009052632。

乃木坂AKB
- 混ざり合うもの（2016年3月9日、KIZM-90421/2） - EAN 4988003484705。

### アルバム
乃木坂46
- 透明な色（2015年1月7日、SRCL-8662/7） - EAN 4988009099934。
- それぞれの椅子（2016年5月25日、SRCL-9078/86） - EAN 4988009128610。
- 生まれてから初めて見た夢（2017年5月24日、SRCL-9437/44） - EAN 4547366307825。
- 今が思い出になるまで（2019年4月17日、SRCL-11140/7） - EAN 4547366401325。
- Time flies（2021年12月15日、SRCL-12020/30） - EAN 4547366534184。

### 映像作品
- 桜井玲香×森田一平（2012年2月22日） - EAN 4988009051581。
- 桜井玲香×内村宏幸（2012年5月2日） - EAN 4988009052243。
- AKB48 リクエストアワー セットリストベスト100 2012（2012年6月13日） - EAN 4580303210611。
- さばドル（2012年7月25日） - EAN 4534530055859。
- 桜井玲香×AKIRA OKIMURA（2012年8月22日） - EAN 4988009052908。
- 桜井玲香（2012年12月19日） - EAN 4988009056456。
- 指原莉乃プロデュース『第一回ゆび祭り〜アイドル臨時総会〜』（2012年12月26日） - EAN 4988064916603。
- 桜井玲香×中村太洸（2013年3月13日） - EAN 4988009080840。
- 16人のプリンシパル@PARCO劇場ダイジェスト（2013年7月3日） - EAN 4988009084725。
- 初夏の全力! 乃木坂46大運動会（2013年7月3日） - EAN 4988009084732。
- Making of 6th Single（2013年7月3日） - EAN 4988009084749。
- BAD BOYS J（2013年9月11日） - EAN 4988021719872。
- 桜井玲香×岡川太郎（2013年11月27日） - EAN 4988009087900。
- 乃木坂46 1ST YEAR BIRTHDAY LIVE 2013.2.22 MAKUHARI MESSE（2014年2月5日） - EAN 4988009090900。
- NOGIBINGO!（2014年3月7日） - EAN 4988021109758。
- 海の上の診療所（2014年3月19日） - EAN 4988632146821。
- Creator's Etude 三木聡編（2014年4月2日） - EAN 4988009092270。
- 劇場版 BAD BOYS J -最後に守るもの-（2014年5月28日） - EAN 4988021713108。
- 桜井玲香×三木聡（2014年7月9日） - EAN 4988009094229。
- NOGIBINGO!2（2014年9月12日） - EAN 4988021299015。
- 桜井玲香（2014年10月8日） - EAN 4988009097268。
- 衛藤美彩&桜井玲香（2015年3月18日） - EAN 4988009104461。
- NOGIBINGO!3（2015年4月24日） - EAN 4988021729635。
- 乃木坂46 2ND YEAR BIRTHDAY LIVE 2014.2.22 YOKOHAMA ARENA（2015年6月17日） - EAN 4988009110134。
- 伊藤万理華&桜井玲香（2015年7月22日） - EAN 4988009110790。
- 桜井玲香の『推しどこ?』（2015年9月30日） - EAN 4988009115290。
- NOGIBINGO!4（2015年10月16日） - EAN 4988021729734。
- 桜井玲香（2015年10月28日） - EAN 4988009116747。
- 悲しみの忘れ方 Documentary of 乃木坂46（2015年11月18日） - EAN 4988104099327。
- 連続ドラマW 天使のナイフ（2015年11月20日） - EAN 4562474167437。
- 花燃ゆ 完全版 第弐集（2015年12月16日） - EAN 4988013413283。
- 初森ベマーズ（2016年1月20日） - EAN 4988104099433。
- NOGIBINGO!5（2016年2月19日） - EAN 4988021729871。
- 桜井玲香（2016年3月23日） - EAN 4988009124902。
- なかよし60周年記念公演 ミュージカル「リボンの騎士」（2016年4月28日） - EAN 4571376657694。
- 乃木坂46 3rd YEAR BIRTHDAY LIVE 2015.2.22 SEIBU DOME（2016年7月6日） - EAN 4988009129518。
- NOGIBINGO!6（2016年9月30日） - EAN 4988021714662。
- 嫌われ松子の一生（2017年2月28日） - EAN 4589630083424。
- こじまつり〜小嶋陽菜感謝祭〜（2017年4月19日） - EAN 4580303217252。
- 乃木坂46 4th YEAR BIRTHDAY LIVE 2016.8.28-30 JINGU STADIUM（2017年6月28日） - EAN 4547366310580。
- NOGIBINGO!7（2017年8月4日） - EAN 4988021146081。
- NOGIBINGO!8（2018年3月16日） - EAN 4988021146821。
- 乃木坂46 5th YEAR BIRTHDAY LIVE 2017.2.20-22 SAITAMA SUPER ARENA（2018年3月28日） - EAN 4547366344523。
- 映画『あさひなぐ』（2018年5月16日） - EAN 4988104116864。
- 乃木坂46 真夏の全国ツアー2017 FINAL! IN TOKYO DOME（2018年7月11日） - EAN 4547366363999。
- NOGIBINGO!9（2018年10月19日） - EAN 4988021147392。
- 乃木坂46 6th YEAR BIRTHDAY LIVE 2018.07.06-08 JINGU STADIUM&CHICHIBUNOMIYA RUGBY STADIUM（2019年7月3日） - EAN 4547366411270。
- いつのまにか、ここにいる Documentary of 乃木坂46（2019年12月25日） - EAN 4988104123695。
- 乃木坂46 7th YEAR BIRTHDAY LIVE 2019.2.21-24 KYOCERA DOME OSAKA（2020年2月5日） - EAN 4547366438956。
- スーパー戦隊シリーズ 爆上戦隊ブンブンジャー VOL.10（2025年4月9日） - EAN 4988101228294。
- スーパー戦隊シリーズ 爆上戦隊ブンブンジャー VOL.11（2025年5月14日） - EAN 4988101228317。
- スーパー戦隊シリーズ 爆上戦隊ブンブンジャー VOL.12（2025年6月11日） - EAN 4988101228331。
- スーパー戦隊シリーズ 爆上戦隊ブンブンジャー Blu-ray COLLECTION 4（2025年6月11日） - EAN 4988101227488。

## 出演

### テレビドラマ
- BAD BOYS J（2013年4月7日 - 6月23日、日本テレビ）宮下まりや 役[31]
- 海の上の診療所 第1話（2013年10月14日、フジテレビ）女子大生 役[85]
- 連続ドラマW 天使のナイフ（2015年2月22日 - 3月22日、WOWOW）カフェ店員・仁科歩美 役[86]
- 初森ベマーズ（2015年7月11日 - 9月26日、テレビ東京）ブナン 役[87]
- お耳に合いましたら。 第6話（2021年8月20日、テレビ東京）今井香澄 役[88][89]
- 東京放置食堂 第2話（2021年9月23日、テレビ東京）小松原美織 役[90]
- あなたはだんだん欲しくなる（2022年7月7日 - 9月15日、BS-TBS）海江田明日香 役[91]
- お笑いインスパイアドラマ ラフな生活のススメ（NHK総合）福池未来 役
  - パイロット版（2022年7月30日）[注 2]
  - レギュラー放送（2023年7月4日 - 9月19日）[93][94]
- 灰色の乙女（2023年9月6日 - 10月18日、毎日放送）主演・鏡蔦子 役（中田圭祐とのダブル主演）[95]
- 死神バーバー（2023年10月31日 - 11月7日、TOKYO MX）主演・ミホ 役（木口健太とのダブル主演）[96]
- 夫を社会的に抹殺する5つの方法 Season2（2024年1月10日 - 3月27日、テレビ東京）愛原瑠香 役[97]
- ぼくの人格シェアハウス（2024年3月18日、関西テレビ）宮川陽子 役[98]
- つづ井さん（2024年10月11日 - 12月27日、読売テレビ）Mちゃん 役[99]
- 爆上戦隊ブンブンジャー 第39話 - 第40話・第42話 - 最終話（2024年12月1日 - 8日・22日 - 2025年2月9日、テレビ朝日）梅栖舞美 役[100]

### その他のテレビ番組
- スペシャエリア（2013年11月13日 - 2014年3月、スペースシャワーTV）VJ[101]
- Tokyo Girls' Update（2015年4月 - 2016年3月、スペースシャワーTVプラス・NHK WORLD）MC[102]
- テレビでハングル講座（2017年4月5日 - 2018年3月28日、NHK Eテレ）生徒 役[103]
- 芸人先生（2018年4月2日 - 7月30日、NHK Eテレ）ナレーター[104]
  - 芸人先生シーズン2（2019年4月1日 - 8月26日、NHK Eテレ）ナレーター[105]
- NNNドキュメント'20「チア男子!ミムラくん!! 部員35人、男は僕だけ」（2020年1月12日（日テレ系地上波）・1月19日（BS日テレ）、広島テレビ）ナレーター[106]

### 映画
- 劇場版BAD BOYS J -最後に守るもの-（2013年11月9日、ショウゲート）宮下まりや 役[107]
- あさひなぐ（2017年9月22日、東宝）八十村将子 役[108]
- シノノメ色の週末（2021年11月5日、イオンエンターテイメント）主演・大月美玲 役[47][109]
- REQUIEM〜ある作曲家の物語〜（2025年2月28日、アイエス・フィールド / SDP）向井紗枝 役[110]

### 舞台
- Mr. カミナリ（2014年10月25日 - 11月9日、サンシャイン劇場）臼杵七音 役[111]
- すべての犬は天国へ行く（2015年10月1日 - 12日、AiiA 2.5 Theater Tokyo）キキ&ボレーロ 役[112]
- なかよし60周年記念公演 ミュージカル「リボンの騎士」（2015年11月12日 - 17日、東京：赤坂ACTシアター / 12月3日 - 6日、大阪：シアターBRAVA!）ヘケート 役[113]
- じょしらく弐 〜時かけそば〜（2016年5月13日 - 14日・18日 - 19日・22日、AiiA 2.5 Theater Tokyo）防波亭手寅 役[114][115]
- 嫌われ松子の一生（2016年9月29日 - 10月10日、品川プリンスホテル クラブex）主演・川尻松子 役[116]
- 半神（2018年7月11日 - 16日、東京：天王洲 銀河劇場 / 7月19日 - 22日、大阪：松下IMPホール）主演・シュラ 役（藤間爽子とのダブル主演）[117]
- レベッカ（2018年12月1日 - 4日、東京：北千住シアター1010 / 12月8日 - 9日、愛知：刈谷市総合文化センターアイリス大ホール / 12月15日 - 16日、福岡：久留米シティプラザ ザ・グランドホール / 12月20日 - 28日、大阪：梅田芸術劇場シアタードラマシティ / 2019年1月5日 - 2月5日、東京：日比谷シアタークリエ）わたし 役（平野綾、大塚千弘とのトリプルキャスト）[118]
- THE BANK ROBBERY!〜ダイヤモンド強奪大作戦〜（2019年8月2日 - 12日、東京：新国立劇場 中劇場 / 8月16日 - 17日、大阪：森ノ宮ピロティホール）[119]
- ダンス・オブ・ヴァンパイア（2019年11月5日 - 27日、東京：帝国劇場 / 12月15日 - 21日、愛知：御園座 / 2020年1月13日 - 20日、大阪：梅田芸術劇場）サラ 役（神田沙也加とのダブルキャスト）[120]
- フラッシュダンス（2020年9月12日 - 16日、東京：日本青年館ホール / 10月3日 - 4日、愛知：日本特殊陶業市民会館ビレッジホール / 10月8日 - 11日、大阪：梅田芸術劇場シアタードラマシティ）グロリア 役[121]
- 恋を読む vol.3『秒速5センチメートル』（2020年10月21日 - 22日、ヒューリックホール東京）[122]
- NO STAGE NO LIFE! ミュージカルを止めるな!（2020年10月24日 - 25日、東急シアターオーブ）[123]
- ゴースト（2021年3月5日 - 23日、東京：日比谷シアタークリエ / 4月4日、愛知：愛知県芸術劇場 / 4月9日 - 11日、大阪：新歌舞伎座）モリー 役（咲妃みゆとのダブルキャスト）[124]
- 恋を読むinクリエ『逃げるは恥だが役に立つ』（2021年8月12日、シアタークリエ）森山みくり 役[125]
- ロック☆オペラ『ザ・パンデモニアム・ロック・ショー 〜The Pandemonium Rock Show〜』（2021年9月18日 - 10月3日、東京：日本青年館ホール / 10月8日 - 11日、大阪：森ノ宮ピロティホール）及川真実 役[126]
- スラップスティックス（2021年12月25日 - 26日、東京：シアター1010 / 2022年1月9日 - 10日、大阪：サンケイホールブリーゼ / 1月14日 - 15日、福岡：博多座 / 1月28日、愛知：日本特殊陶業市民会館ビレッジホール / 2月3日 - 17日、東京：シアタークリエ）アリス・ターナー 役[127]
- グリーン&ブラックス 公開ゲネプロ2022（2022年3月18日、ライブ配信）[128]
- Sound Inn S meets billboard classics「ミュージカルスターズ シンフォニーポップス コンサート」（2022年3月27日、中野サンプラザホール）[129]
- ミュージカル「FLOWER DRUM SONG」（2022年4月23日 - 27日、東京：日本青年館ホール / 4月29日 - 30日、大阪：森ノ宮ピロティホール）主演・メイ・リー 役（古屋敬多（Lead）とのダブル主演）[130]
- ミュージカル「DOROTHY（ドロシー）〜オズの魔法使い〜」（2022年8月20日 - 28日、東京：日本青年館ホール / 9月16日 - 19日、兵庫：兵庫県立芸術文化センター 阪急中ホール）主演・ドロシー 役[131]
- First Date（2023年1月19日 - 31日、シアタークリエ）ケイシー 役[132][133]
- ジキル&ハイド（2023年3月11日 - 28日、東京：東京国際フォーラム ホールC / 4月8日 - 9日、愛知：愛知県芸術劇場 大ホール / 4月15日 - 16日、山形：やまぎん県民ホール / 4月20日 - 23日、大阪：梅田芸術劇場 メインホール）エマ・カルー 役（Dream Amiとのダブルキャスト）[134]
- ミュージカル「この世界の片隅に」（2024年5月9日 - 30日、東京：日生劇場 / 6月6日 - 9日、北海道：札幌文化芸術劇場 / 6月15日 - 16日、岩手：トーサイクラシックホール岩手 大ホール / 6月22日 - 23日、新潟：新潟県民会館 / 6月28日 - 30日、愛知：御園座 / 7月6日 - 7日、長野：まつもと市民芸術館 / 7月13日 - 14日、茨城：水戸市民会館 グロービスホール / 7月18日 - 21日、大阪：SkyシアターMBS / 7月27日 - 28日、広島：呉信用金庫ホール）白木リン 役（平野綾とのダブルキャスト）[135]
- 音楽朗読劇 READING HIGH noir 第1回公演「HYPNAGOGIA〜ヒプナゴギア〜」（2024年10月13日 - 14日、イイノホール）[136]
- ミュージカル「ボニー&クライド」（2025年3月10日 - 4月17日、東京：シアタークリエ / 4月25日 - 30日、大阪：森ノ宮ピロティホール / 5月4日 - 5日、福岡：博多座 / 5月10日 - 11日、愛知：東海市芸術劇場 大ホール）ボニー・パーカー 役（海乃美月とのダブルキャスト）[137][138]
- いきなり本読み！in BOOTCAMP！（2025年7月2日 - 5日〈予定〉、大阪：梅田芸術劇場シアタードラマシティ）[139]
- COCOON PRODUCTION 2026「クワイエットルームにようこそ The Musical」（2026年1月12日 - 2月1日〈予定〉、東京：THEATER MILANO-Za / 2月7日 - 11日〈予定〉、京都：ロームシアター京都 メインホール / 2月22日・23日〈予定〉、岡山：岡山芸術創造劇場 ハレノワ 大劇場）[140][141]

公演中止
- ウエスト・サイド・ストーリー Season3（2020年）マリア 役（伊原六花とのダブルキャスト）[142]

同年4月1日 - 5月31日にIHIステージアラウンド東京での上演が予定されていたが、新型コロナウイルスの感染拡大に伴い特別措置法に基づく「緊急事態宣言」の延長を受け、公演中止されることが同年5月8日に発表された。

### ネット配信
- 乃木坂46・桜井玲香ファースト写真集『自由ということ』スペシャル（2017年3月8日、SHOWROOM）[144]

### インターネットドラマ
- アノニマチュ!〜恋の指相撲対策室〜 第2話（2021年2月1日、Paravi）山下里美 役[145]
- 黙食女子（2022年3月18日 - 25日、ひかりTV）尾崎彩 役[146]
- あざとくて何が悪いの? あざと連ドラ「あざとい女のマイルール 」（2022年5月30日配信、ABEMA）主演・佐久間ルミ 役[147]
- 愛してるって、言いたい（2024年3月15日 - 5月10日、FOD）宮川華奈 役[148]
  - 愛してるって、言いたい スピンオフ（2024年5月17日）主演・宮川華奈 役（草川拓弥とのダブル主演）[149]
- プロ彼女の条件 芸能人と結婚したい女たち シーズン3（2025年8月6日配信予定、BUMP）恩田琴音 役[150]

### ファッションショー
- 東京ガールズコレクション
  - 東京ガールズコレクション 2017 SPRING/SUMMER（2017年3月25日、国立代々木競技場第一体育館）[151]
  - CREATEs presents TGC KITAKYUSHU 2023 by TOKYO GIRLS COLLECTION（2023年10月7日、西日本総合展示場新館）[152]
  - 第38回 マイナビ 東京ガールズコレクション 2024 SPRING/SUMMER（2024年3月2日、国立代々木競技場第一体育館）[153]

## 書籍

### 写真集
- 自由ということ（2017年3月8日、光文社）[6]
- 視線（2019年11月27日、光文社）[5]

### 雑誌
- NYLON JAPAN（2017年8月28日 - 、カエルム）レギュラーモデル[4]
- CLASSY.（2019年10月28日 - 、光文社）レギュラーモデル[5]